# 聖馬力諾法西斯黨
聖馬力諾法西斯黨 (義大利語：Partito Fascista Sammarinese)是一個法西斯政党，該黨在1923年至1943年間管治聖馬力諾。
它的成立者兼领导人，朱利亚诺·戈齐，是意大利皇家军队在第一次世界大战中的退伍军人，他仿照意大利的國家法西斯党成立聖馬力諾法西斯黨，不過，他们没有效仿意大利通过反犹太人法律。戈齊出身在一個杰出的家庭，并擔任了外交部長（在圣马力诺，外交部长领导内阁）和内政部长；这两个職位令他控制了軍隊和警察。從一开始，该政黨就使用大量的暴力並对对手進行了不少的恐吓行動，其針對對象包括社会主义者。從該黨大力打壓當地社会主义报纸 —— 《圣马力诺人民》 可見其端倪。 他们實行並奉行工業化，把一个以農業為主的国家的變成一个工業為主的国家。在統治策略和意识形态上，聖馬力諾法西斯黨并沒有和意大利的法西斯黨密切合作。 
在1923年四月，戈齊当选為第一领导人(Captain Regent) ，是第一個法西斯執政人。在隨后十月的选举中，两个支持法西斯主义的领导人連任，因此在1926年及其後的二十年圣马力诺成爲了一个一党制国家。 盡管如此独立的政治家依然在大議會中占據著大多数直到1932年。
该政黨隨後分裂成戈齊派和埃齐奥巴尔杜奇派，迫使他们尋求意大利政黨的指导和调解。1932年，巴尔杜奇的派系开辦了一个新的报刊， La Voce del Titano（蒂塔諾之聲）。翌年，他因此被指控策划政变，而被捕后，他遂逃到意大利罗马。

## 选举历史
| 选举年份 | 党领导        | 得票數 | 百分比              | 座位    | +/–  | 位置     |
| -------- | ------------- | ------ | ------------------- | ------- | ---- | -------- |
| 1923     | 朱利亚诺·戈齐 | 1,437  | 100% (選舉聯盟整體) | 29 / 60 | ▲ 29 | ▲ 第一位 |
| 1926     | 朱利亚诺·戈齐 | 2,444  | 100%                | 60 / 60 | ▲ 31 | ━ 第一位 |
| 1932     | 朱利亚诺·戈齐 | 2,573  | 100%                | 60 / 60 |      | ━ 第一位 |
| 1938     | 朱利亚诺·戈齐 | 2,916  | 100%                | 64 / 64 | ▲ 4  | ━ 第一位 |